# Zaprora silenus
Zaprora silenus es una especie de pez actinopeterigio marino, la única del género monotípico Zaprora, que a su vez es el único de la familia Zaproridae.

## Morfología
Cuerpo y cabeza fuerte y comprimido, con una longitud máxima de 1 m o más, hocico embotado con boca terminal y grande; aletas dorsal y anal altas y uniformemente contorneadas, la aleta dorsal con 54 a 58 espinas delgadas y flexibles y aleta anal con 3 o 4 espinas delgadas y 24 a 30 rayos blandos, aleta caudal grande y redondeada con pedúnculo corto y profundo, aletas pectorales grandes y aletas pélvicas y cinturón ausentes, los radios blandos de las aletas anal, caudal y pectoral se ramificaron dos, tres o más veces. Vejiga natatoria ausente, color del cuerpo en aduultos grisáceos de azul a verde con poros de la cabeza con borde blanco, amarillo o azul pálido, los peces jóvenes naranja-marrón con poros de la cabeza discreta.

## Biología
Los adultos se encuentran cerca del fondo a la profundidad de 675 m o más, los juveniles y los adultos jóvenes a menudo se toman cerca de la superficie en aguas profundas. A menudo se encuentran en asociación con las medusas, los jóvenes se refugian bajo las medusas y se confunden a menudo con el pez Icichthys lockingtoni que característicamente se asocia a ellas.

## Distribución y hábitat
Se distribuye por el norte del océano Pacífico, desde la isla de Hokkaido (Japón) al oeste hasta la Isla San Miguel (California) en Estados Unidos al este. Habita en ambiente marino, de comportamiento demersal, normalmente a profundidad entre la superficie y los 675 m.